# Pseudozeuzera biatra
Pseudozeuzera biatra is een vlinder van de familie van de houtboorders (Cossidae). De wetenschappelijke naam van deze soort is voor het eerst voorgesteld als Duomitus biatra door George Francis Hampson in een publicatie uit 1910.
De soort komt voor in Sierra Leone, Ivoorkust, Ghana, Togo, Nigeria, Kameroen, Gabon, Centraal Afrikaanse Republiek, Congo-Kinshasa en Oeganda.